# مرزوفة آيت عيسى أوقسو (مقام الطلبة)
مرزوفة آيت عيسى أوقسو هي إحدى مشيخات المملكة المغربية، تتبع جغرافيا لإقليم الخميسات وإداريًا لمقام الطلبة. يقدر عدد سكانها بـ 2860 نسمة حسب الإحصاء الرسمي للسكان والسكنى لسنة 2004.